# کاروت (کاشاتاق)
کاروت (ارمنی: Քարուտ؛ ترکی آذربایجانی: Daşlı) یک منطقهٔ مسکونی در جمهوری آرتساخ است که در استان کاشاتاق واقع شده است.